# بنتنگ
بنتنگ گونه‌ای از گاو وحشی مقیم شرق آسیا است. این گونه در خطر انقراض قرار دارد.

## در استرالیا
حدود ۲۰ گاو اهلی از این گونه در سال ۱۸۵۰ به استرالیا وارد شد. پس از مدتی دامداران گاوها و مزرعه را رها کردند. در سال ۱۹۶۵ کشف گردید که حدود ۱۵۰۰ گاو بنتنگ در نزدیک همان محلی که گاوهای وارداتی رها شده بودند زندگی می‌کنند. اکنون تعداد این گاوهای وحشی به ۱۰۰۰۰ رسیده‌است که حتی از تعداد گاوهای ساکن در سرزمین اصلی نیز بیشتر است.